# Metabelba sphagni
Metabelba sphagni är en kvalsterart som beskrevs av Karl Strenzke 1950. Metabelba sphagni ingår i släktet Metabelba och familjen Damaeidae. Inga underarter finns listade i Catalogue of Life.